# Волновая электростанция
Волновая электростанция (ВЭС) — электростанция, расположенная в водной среде, целью которой является получение электроэнергии из кинетической энергии волн.
Энергетический потенциал волн оценивается в более чем 2 тераватта.

## История
- 1799 год — первая заявка на патент волновой мельницы. Заявка подана в Париже, Франция.[2]
- 1880–1900 гг. — многочисленные попытки использовать энергию волн для получения электричества.[3]
- 1973 год — увеличение интереса к волновой энергии после нефтяного кризиса.
- 2008 год —  в Португалии вошла в коммерческую эксплуатацию первая волновая электростанция.[4][5]

## Конструкция
Основная задача получения электроэнергии из морских волн — преобразование движения вверх-вниз во вращательное, для передачи непосредственно на вал электрогенератора с минимальным количеством промежуточных преобразований, при этом желательно, чтобы большая часть оборудования находилась на суше для простоты обслуживания. 
- Поплавковые — производят энергию благодаря движению плавающего поплавка при поднятии его волной;
- Турбинные — благодаря вращению турбины, приводимой в действие воздухом, вытесняется волной из специальной камеры;
- Гидравлические — благодаря движению гидравлических поршней в конвертерах;

- Oscillating water column[англ.] (колонна колеблющейся воды).

## Преимущества и недостатки волновой энергетики
Существует проблема, связанная с тем, что при создании волновых электростанций штормовые волны гнут и сминают даже стальные лопасти водяных турбин. Поэтому приходится применять методы искусственного снижения мощности, отбираемой от волн.
Преимущества:
- Волновые электростанции могут выполнять роль волногасителей, защищая порты, гавани и берега от разрушения;
- Маломощные волновые электрогенераторы некоторых типов могут устанавливаться на стенках причалов, опорах мостов, уменьшая воздействие волн на них;
- Поскольку удельная мощность волнения на 1-2 порядка превышает удельную мощность ветра, волновая энергетика может оказаться более выгодной, чем ветровая.

Недостатки:
- С точки зрения социально-экономических проблем, волновая энергетика (а точнее некоторые типы генераторов) может привести к вытеснению рыбаков из продуктивных рыбопромышленных районов и может представлять опасность для безопасного плавания.[6]

## Эксплуатирующиеся и строящиеся ВЭС

### Первая волновая электростанция
Первая волновая электростанция Aguçadoura Wave Farm была официально открыта португальским министром экономики 23 сентября 2008 года. Расположена в районе Агусадора (Португалия), севернее Порту, на расстоянии 5 километров от берега. Мощность данной электростанции составляет 2,25 МВт, этого хватает для обеспечения электроэнергией примерно 1600 домов.
Проект электростанции принадлежит шотландской компании Pelamis Wave Power, которая в 2005 году заключила контракт с португальской энергетической компанией Enersis на строительство волновой электростанции в Португалии, стоимость контракта составила 8 миллионов евро. Первоначально предполагалось, что станция войдёт в эксплуатацию в 2006 году, но развёртывание электростанции произошло на 2 года позже планируемого срока.
В дальнейшем планировалось добавить к трём существующем конвертерам ещё 25, что увеличит мощность электростанции с 2,25 до 21 МВт, такой мощности хватит для обеспечения электроэнергией 15 тыс. домов и снизит выбросы углекислого газа на 60 тыс. тонн в год.
Через два месяца на электростанции возникли неполадки, в результате она была демонтирована.
Устройство и принцип действия
Электростанция состоит из трёх устройств под названием Pelamis P-750. Это большие плавающие объекты змеевидного типа, размер каждого:
- длина — 120 метров;
- диаметр — 3,5 метра;
- вес — 750 тонн;
- мощность конвертера — 750 КВт[11][12]; удельные характеристики: мощность 1 кВт/тонна и 650 Вт на м³ конструкции.

Pelamis P-750 состоит из секций, между секциями закреплены гидравлические поршни. Внутри каждой секции также есть гидравлические двигатели и электрогенераторы. Под воздействием волн конвертеры качаются на поверхности воды, и это заставляет их изгибаться, за что конструкции стали называть «морскими змеями» («sea-snake»). Движение этих соединений приводит в работу гидравлические поршни, которые, в свою очередь, приводят в движение масло. Масло проходит через гидравлические двигатели. Эти гидравлические двигатели приводят в движение электрические генераторы, которые производят электроэнергию.

### Прочие
- В 2009 году на Оркнейских островах (архипелаг на северо-востоке от Шотландии) была введена в эксплуатацию волновая электростанция[14];
- ВЭС Mutriku Breakwater Wave Plant[англ.] в Басконии, Испания, на берегу Бискайского залива; введена в строй в июле 2011 г. (бетонный мол с преобразовтелями типа поршень в цилиндре — воздушный винт, Oscillating water column[англ.]);
- Волновой генератор Oyster, крупнейший в мире волновой электрогенератор, в Великобритании;
- В Великобритании, на южной оконечности острова, строится волновая электростанция Wave Hub[англ.] мощностью в 20 МВт[15]; проект заморожен (отменён?) в 2018 г.

## Российские разработки
На территории Москвы может быть начато строительства производственного научно-исследовательского предприятия, которое будет разрабатывать модуль поплавковой волновой электростанции. Инвестор планирует строительство опытно-промышленного предприятия, включающего в себя производственную научно-исследовательскую лабораторию.
Учёные УрФУ разработали мобильную волновую электростанцию. В 2014 г. её испытания начались в бухте Витязь на Морской экспериментальной станции «Мыс Шульца» Тихоокеанского океанологического института им. В. И. Ильчева ДВО РАН, расположенной на полуострове Гамова (Приморье).
Еще одна российская разработка волновой электростанции презентована в апреле 2013 года. Это поплавок-капсула, находящаяся в открытом море, которая при качании на волне производит электрическую энергию. Компании «Ocean RusEnergy» из Екатеринбурга удалось достичь уникальных результатов в удельных характеристиках — свыше 4 кВт на одну тонну веса волнового генератора. 4 декабря 2014 г. компания получила ежегодную бизнес-премию «Стартап года» как лучший бизнес-проект Свердловской области.

## Производители оборудования для волновых и приливных электростанций
- Voith Siemens Hydro Power Generation;
- Marine Current Turbine[20];
- Ocean Power Delivery Ltd[21] — производитель Pelamis;
- Ocean RusEnergy[22];
- Wavegen[23];
- Ocean Power Technologies[24];
- AquaEnergy Group, Ltd[25].